# Tamara Drewe
Tamara Drewe és una pel·lícula britànica del gènere comèdia dirigida el 2010 per Stephen Frears. S'ha doblat al català.
El guió va estar a càrrec de Moira Buffini, basat en una novel·la gràfica del mateix nom escrita per Posy Simmonds.
El film es va presentar al festival de Cannes 2010. Momentum Pictures va realitzar el film el 10 de setembre de 2010.

## Argument
Al poble fictici d'Ewedown, a Dorset (Anglaterra) hi torna Tamara Drewe una periodista jove i atractiva amb la intenció de fer-se càrrec d'una finca que ha heretat. Causa una gran impressió en els vilatans especialment pel fet que ella s'ha arreglat el nas abans prominent. Andy l'conegut quan ella era una nena i ara s'hi interessa encara més. Una família del poble, el marit també és escriptor, allotja escriptors a casa seva ells també entraran en contacte amb Tamara.
Unes noietes del poble fan entremaliadures pesades que acabaran complicant els triangles amorosos que neixen. Així, provoquen la separació de Tamara i el bateria d'un grup de rock amb un fals correu electrònic i ella aleshores manté una relació amb l'escriptor, Nicholas. La seva dona, farta d'estar sempre en segon terme, demana el divorci i provoca un conflicte amb un dels hostes, enamorat d'ella. Aquest conflicte desemboca en la mort accidental de Nicholas, que tothom creu fruit d'un ramat de vaques descontrolat per culpa del gos del bateria. La grangera propietària del ramat mata el gos i allunya definitivament el músic. Llavors Andy i Tamara acaben junts.

## Temes
L'argument central és la recerca de la felicitat a través de l'amor, i com diversos obstacles l'impedeixen: el rol tradicional de la dona casada i mestressa de casa (Beth i Nicholas), l'aspecte físic (per això Tamara s'opera), la inseguretat emocional (el pare de Tamara l'abandona quan és petita), la manca de candidats en un poble petit (les dues adolescents), la incapacitat per a un compromís o el record de passades relacions (el bateria) o la diferència de classe social (Andy).
Paral·lelament, sorgeixen altres temes, com què és l'autèntica literatura (es contraposa el supervendes policíac de Nicholas amb la literatura culta dels seus hostes), com la fama pot anul·lar la parella, el paper de l'opinió pública en un lloc petit, la contraposició del camp i la ciutat o el paper de les mateixes arrels (la casa estimada pels dos protagonistes).
El to de comèdia i els embolics de les dues adolescents matisen el rerefons agredolç de les històries.

## Repartiment
- Gemma Arterton com Tamara Drewe
- Roger Allam com Nicholas Hardiment
- Bill Camp com Glen McCreavy
- Dominic Cooper com Ben Sergeant
- Luke Evans com Andy Cobb
- Tamsin Greig com Beth Hardiment
- Jessica Barden com Jody Long
- Charlotte Christie com Casey Shaw
- John Bett com Diggory
- Josie Taylor com Zoe
- Pippa Haywood com Tess
- Susan Wooldridge com Penny Upminster
- Alex Kelly com Jody's mum.
- Lola Frears com Poppy Hardiment
- Bosworth Acres-Debenham com la venedora[6]